# Sint-Jozefkerk (Münster-Kinderhaus)
De Sint-Jozefkerk (Duits: Pfarrkirche St. Josef) is een rooms-katholieke parochiekerk in het Münsterse stadsdeel Kinderhaus, Westfalen.

## Geschiedenis
Delen van het kerkgebouw stammen uit de 14e eeuw. Het rechter kerkschip werd in 1449 als een leprozenkerk gebouwd en van twee altaren voorzien, die aan de heilige Elisabeth en de heilige Gertrudis werden gewijd.
In het jaar 1672 werd de huidige toren en een koor aangebouwd. De toenmalige bisschop van Münster Christoph Bernhard von Galen stelde de kerk onder het patrocinium van Sint-Jozef.
Tot het begin van de 20e eeuw was de kerk een rectoraatskerk van de parochie Onze-Lieve-Vrouw-Overwater. In het jaar 1908 werd de kerk de parochiekerk van de nieuw gevormde parochie Sint-Jozef-Kinderhaus, waartoe ook de bijgelegen dorpen Coerde en Sprakel behoorden.
In verband met de toename van de bevolking werd de kerk na de Tweede Wereldoorlog vergroot, waarbij de afmetingen en de ruimtelijke vormen van de oude kerk werden gerespecteerd. Uit deze periode dateert het huidige linker kerkschip, de beide dwarsschepen en de koorruimte.
Het koor werd in 1971 in de lijn van de liturgische vernieuwingen opnieuw ingericht. De tot dan toe in het rechter transept ondergebrachte sacristie werd in 1993 verplaatst naar een aanbouw en het vrijgekomen transept werd vervolgens bij het kerkgebouw betrokken.

## Orgel
Het orgel werd in 1999 door de orgelbouwer Johannes Klais uit Bonn gebouwd en in het linker zijschip opgesteld. Het sleeplade-instrument bezit 22 registers verdeeld over twee manualen en pedaal. De speel- en registertracturen zijn mechanisch.